# واندا روتکویچ
واندا روتکویچ (تلفظ لهستانی: [/ˈvanda rutˈkievitʂ/] ۴ فوریه 1943 – 12 – ۱۳ مه ۱۹۹۲) مهندس کامپیوتر لهستانی و کوهنورد بود. او اولین زنی بود که به قله کی۲ و سومین زنی بود که به کوه اورست صعود کرد.

## آغاز زندگی
واندا روتویویچ در خانواده ای لهستانی در پلونگه، لیتوانی به دنیا آمد. پس از جنگ جهانی دوم، خانواده او ترک لهستان و اقامت در وروتسلاو واقع در جنوب غربی لهستان را انتخاب کرد (منطقه‌ای دور از تروریسم). واندا در آنجا از دانشگاه Wroclaw در رشته فناوری به عنوان مهندس برق فارغ‌التحصیل شد.
واندا روتویویچ، جوناک، سنگین‌ترین موتورسیکلت لهستانی را سوار می‌شد، که به‌طور غیرمستقیم به علاقه او به کوهنوردی کمک کرده‌است. یک روز تابستانی در سال ۱۹۶۱ سوخت موتورش تمام شد. واندا برای کمک گرفتن از افرادی که از جاده عبور می‌کردند، شروع به تکان دادن دست کرد. موتورسواری که در حال مسافرت با همکار خود به نام بوگدان جانکوفسکی که مدت دو سال کوهنوردی می‌کرد بود برای کمک به واندا توقف کرد. این دیدار اتفاقی، فرصتی شد تا صعودی مشترک در نزدیکی یانوویتسه ویلکیه در کوه‌های Falcon انجام دهند.

## صعود حرفه‌ای
اولین سفر بزرگ وی همراه با آندرژ زوادا به کوه‌های پامیر بود. این صعود به دلیل روابط دشوار واندا با کوهنوردان مرد برایش ناخوشایند بود.
پس از بازگشت، واندا شروع به رهبری سفرهای خود کرد، و تعدادی خانم را نیز در گروه خود گنجاند و به سبک رهبری رک و بی‌پرده معروف شد.

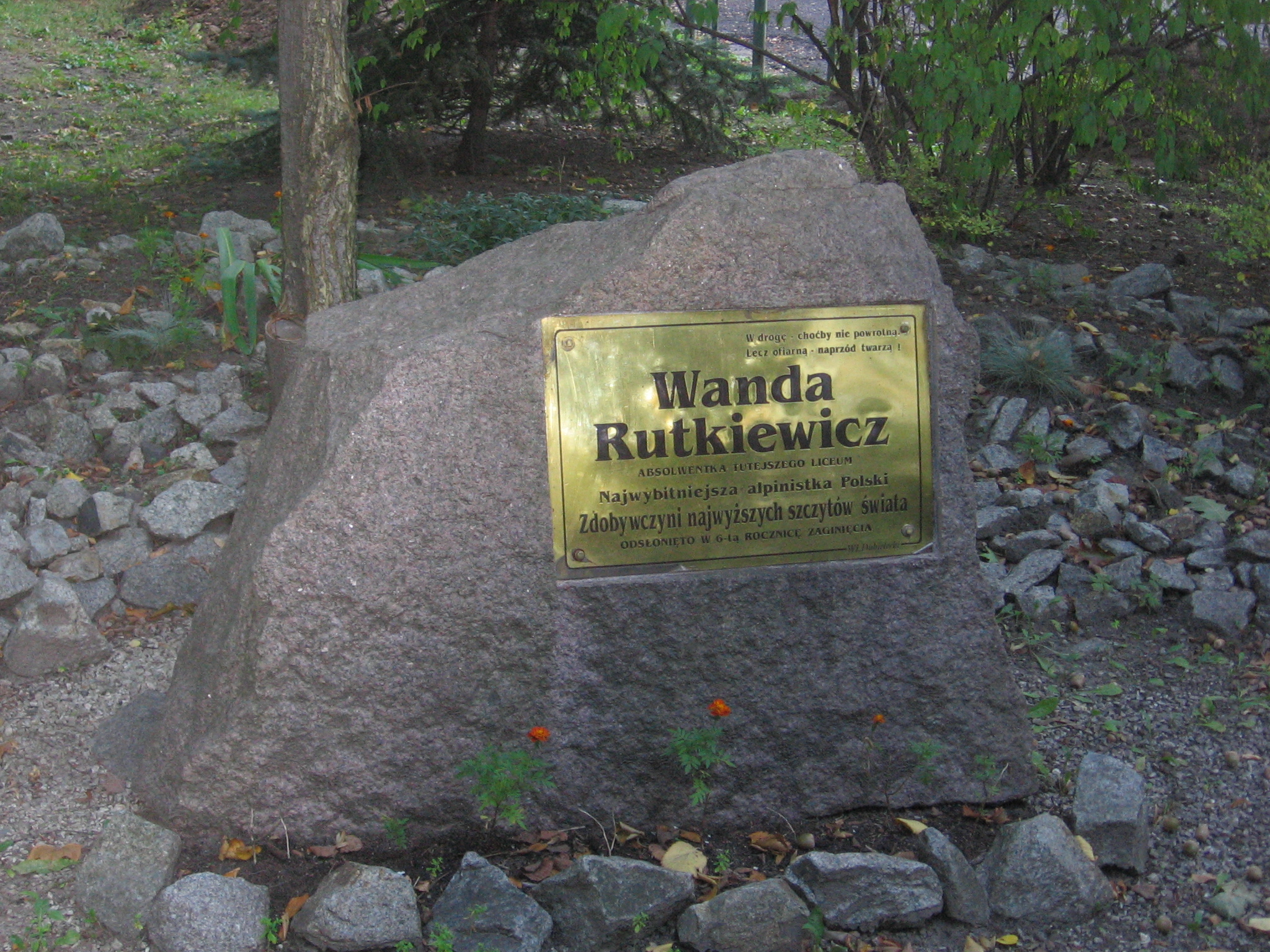
یک سنگ یادبود در ورودی II LO (مدرسه دوم متوسطه شماره ۲) در Wroclaw

هدف واندا روتکویچ در کوهنوردی، صعود به ۱۴ قله هشت‌هزارمتری دنیا بود و در زمان فعالیت حرفه‌ای خود توانست به گاشربروم ۳ (۱۹۷۵)، اورست (۱۹۷۸)، نانگا پاربات (۱۹۸۵)، [کی۲ (۱۹۸۶)، شیشاپانگما (۱۹۸۷)، گاشربروم ۲ (۱۹۸۹)، گاشربروم ۱ (۱۹۹۰)، چو ایو (۱۹۹۱)، آناپورنا ۱ (۱۹۹۱) و کانگچنجونگا (۱۹۹۲) را صعود کند. درباره صعود وی به کانگچنجونگا تردید وجود دارد.
واندا روتکویچ در مسیر بازگشت از قله کانگچنجونگا به علت ضعف و خستگی زیاد نتوانست به پایین برگردد. جسد وی همچنان پیدا نشده است. صعود وی به این قله نیز مشخص نیست، در صورت موفقیت او در صعود به کانگچنجونگا، نخستین زنی به شمار می‌رود که سه قله بلند را فتح کرده است.

## بزرگداشت
واندا روتکویچ در ۱۶ اکتبر ۲۰۱۹ به یادبود ۴۱مین سالروز صعود خود به اورست به عنوان سوژه گوگل دودل انتخاب شد. آن تصویر وندا را در حال صعود به قله‌های برفی بر روی طناب ایستا نشان می‌داد.